# Eparquía de Ancyra de los armenios
La eparquía de Ancyra de los armenios (en latín: Eparchia Ancyrana Armenorum) fue una circunscripción eclesiástica de la Iglesia católica en Turquía. Se trataba de una eparquía armenia inmediatamente sujeta al patriarcado de Cilicia de los armenios. Fue suprimida en 1972 y a la vez restaurada como archieparquía titular. Desde el 9 de septiembre de 2002 es sede vacante.

## Territorio y organización
La eparquía extendía su jurisdicción sobre los fieles católicos de rito armenio residentes en el vilayato de Kastamonu y casi todo el eyalato de Ankara del Imperio otomano, correspondiendo a los distritos de Ancyra y Bosuken en la provincia de Ancyra y de Nigde en la de Konya. La conferencia armenia de Roma de 1867 dispuso que su jurisdicción fuera Galacia y Paflagonia. La eparquía estaba dentro del territorio propio del patriarcado de Cilicia de los armenios.
La sede de la eparquía se encontraba en la ciudad de Ankara (antiguamente llamada Ancyra o Angora).

## Historia
Ancyra era la capital de una provincia romana, siendo su primer obispo Teodoto. En el siglo IV se convirtió en una sede metropolitana. Luego aparece en el cuarto lugar en el orden jerárquico de las metrópolis del patriarcado de Constantinopla y se le atribuyen 7 diócesis sufragáneas: Tavio, Giuliopoli (Eliopoli), Aspona, Verinopoli, Mnizo, Cinna y Anastasiopoli (Lagania). En 1073 Ancyra fue perdida por el Imperio bizantino a manos de los turcos selyúcidas y en 1356 pasó al Imperio otomano. Eso permitió que la Iglesia apostólica armenia pudiera establecerse en la ciudad, ya que el Imperio bizantino no permitía la existencia de esa Iglesia en su territorio.
La diócesis o prelacía de Ancyra o Angora de la Iglesia apostólica armenia parece ser una de las más antiguas de Asia Menor, ya atestiguada en el siglo XIII. En 1461 el obispo armenio de Prusa, Hovagim I, fue trasladado por el sultán a Constantinopla y convertido en el primer patriarca del patriarcado armenio de Constantinopla. El patriarca fue reconocido por el Gobierno otomano como el líder de la Ermeni millet, jefe civil y responsable de todos los armenios cristianos, incluyendo a católicos y protestantes, de la misma forma que lo era el patriarca griego sobre los ortodoxos y católicos bizantinos.
Sin embargo, una comunidad católica armenia está documentada recién hacia fines del siglo XVII, gracias a la obra misionera del futuro obispo armenio de Mardin, Melkon Tazbazian, quien se convirtió al catolicismo y operaba entre sus compatriotas de Ancyra desde 1686, convirtiendo a la fe católica a varios eclesiásticos y laicos. Las fuentes de la época reconocen que en 1707 la comunidad católica armenia de Ancyra estaba compuesta por unos 400 fieles, en continuo aumento en las siguientes décadas.
Entre los misioneros armenios de Ancyra también estuvo Hagop Hovsepian, futuro obispo de Alepo y luego patriarca de Cilicia de los armenios. Gracias a su acción, dos obispos ortodoxos armenios de Ancyra se unieron, más o menos formalmente, a la fe católica. Históricamente, la fecha de 1735 es la que el obispo no unido Moisés Chirinian, hizo una profesión pública de la fe católica, y comenzó de hecho una serie episcopal armenia católica. Fue sucedido por otro obispo en comunión con Roma, Sarguis Saraphian (1738-1740). Estos hechos y el creciente número de católicos armenios provocaron fuertes desacuerdos en la comunidad armenia de Ancyra, lo que resultó en una persecución al lado católico y la interrupción de la serie episcopal en 1740.
El 30 de abril de 1759 la Congregación de Propaganda Fide dispuso que los armenios católicos de Galacia estuvieran subordinados al vicario apostólico latino de Constantinopla, a su vez delegado apostólico.
Luego de la represión contra los católicos armenios a consecuencia de la guerra de independencia de Grecia el papa León XII obtuvo a través de los Gobiernos de Francia y de Austria el firman del sultán de 6 de enero de 1830 que puso fin a las medidas represivas, permitiendo que obispos y clérigos se instalaran en sus diócesis. La archieparquía de Constantinopla fue erigida como sede primacial el 6 de julio de 1830 por el papa Pío VIII, reemplazando al vicariato ritual armenio existente en el vicariato apostólico de Constantinopla. Antoine Nouridjan fue designado archieparca primado con jurisdicción sobre los territorios del Imperio otomano en donde los armenios hasta entonces dependían del vicariato apostólico latino de Constantinopla. En Ancyra fue establecido un vicariato foráneo de la sede primacial.
El 30 de abril de 1850, mediante la bula Universi Dominici gregis, el papa Pío IX concedió al archieparca Antonio Hassun la creación de 5 eparquías sufragáneas en el Imperio otomano, una de las cuales era Ancyra. 
El 12 de julio de 1867 el papa Pío IX mediante la carta apostólica Reversurus trasladó la sede del patriarcado a Estambul, por lo que la eparquía de Ancyra pasó bajo la jurisdicción directa del patriarcado de Cilicia de los armenios.
En 1890 se reportaron alrededor de 8000 armenios católicos, distribuidos en 4 parroquias, con 26 sacerdotes y 12 clérigos.
En 1898 la Congregación de Propaganda Fide informaba que la eparquía tenía 5000 fieles, con 4 parroquias, 6 iglesias y capillas, y 27 sacerdotes. Había un seminario y 800 alumnos en escuelas elementales, de las cuales una era para niños (dirigida por los hermanos de Escuelas Cristianas) y 2 para niñas (dirigidas por 35 monjas de la Inmaculada Concepción).
En 1907 todavía había unos 7000 fieles católicos armenios, la mayoría de ellos en Ancyra, liderados por unos veinte sacerdotes armenios y la presencia de religiosos de congregaciones de ritos latinos y armenios.
Debido al genocidio armenio de principios del siglo XX, la eparquía, como todas las diócesis armenias turcas, perdió la mayor parte de su población. El último obispo residente, Gregorio Bahabanian, que huyó de Turquía, residió durante algún tiempo en la iglesia armenia de San Gregorio Illuminatore en Livorno (Italia), y luego se instaló permanentemente en París, desde 1928 hasta su muerte en 1951.

### Sede titular
Una sede titular católica es una diócesis que ha cesado de tener un territorio definido bajo el gobierno de un obispo y que hoy existe únicamente en su título. Continúa siendo asignada a un obispo, quien no es un obispo diocesano ordinario, pues no tiene ninguna jurisdicción sobre el territorio de la diócesis, sino que es un oficial de la Santa Sede, un obispo auxiliar, o la cabeza de una jurisdicción que es equivalente a una diócesis bajo el derecho canónico.
En 1972 todas las eparquías armenias vacantes en Turquía (mencionadas en el Anuario Pontificio como vacantes, impedidas y dispersas) fueron suprimidas y recategorizadas como sedes titulares, por lo que la archieparquía de Constantinopla abarcó desde entonces de iure todo el territorio de Turquía.
La eparquía titular de Ancyra de los armenios fue conferida por primera vez por la Santa Sede el 3 de julio de 1981 al exarca apostólico de Estados Unidos y Canadá, Mikail Nersès Sétian.
Existe además la arquidiócesis de Ancyra de rito latino.

## Episcopologio
- Moisés Chirinian (1735-1738)
- Sarguis Saraphian (1738-1740)
  - Sede vacante (1740-1850)
- Antonio Clemente Chichemanian † (30 de abril de 1850-1863 falleció)
- Giuseppe Arachial † (22 de diciembre de 1863-5 de septiembre de 1876 falleció)
- Garabet Arakélian † (14 de agosto de 1877-27 de abril de 1889 falleció)
- Giovanni Hovhanessian † (23 de septiembre de 1890-abril de 1899 falleció)
- Clemente Ghazarossian † (9 de septiembre de 1901-21 de noviembre de 1910 falleció)
- Gregorio Bahabanian † (27 de agosto de 1911-3 de enero de 1951 falleció)[9]

### Eparcas titulares
- Mikail Nersès Sétian † (3 de julio de 1981-9 de septiembre de 2002 falleció)[10]